# هتنهاوزن
هتنهاوزن (به آلمانی: Hettenhausen) یک شهر در آلمان است که در زودوستپفالتس واقع شده‌است. هتنهاوزن ۲۶۳ نفر جمعیت دارد.